# Baba Abubakar Drammeh
Alhaji Baba Abubakar Drammeh (* 20. Jahrhundert in Brikama) ist ein Übersetzer und Diplomat im westafrikanischen Staat Gambia.

## Leben
Drammeh besuchte von 1967 bis 1971 die Al-Azhar-Universität und erwarb einen Bachelor-Abschluss in Arabischer Sprache und Islamischer Studien. Von 1976 bis 1977 besuchte er die Oxford English Academy und erwarb ein Zertifikat in englischer Sprache und Englische Sprache und Literatur. Auf der University of Westminster, der er von 1977 bis 1978 besuchte, erwarb er ein Zertifikat Englisch/Arabisch-Übersetzung.
Drammeh war von 1974 bis 1976 Konsularattaché der Botschaft Gambias in Dschidda (Saudi-Arabien), anschließend war er von 1977 bis 1980 Leitender Stellvertretender Sekretär im Außenministerium in Banjul. Von 1980 bis 1983 war er kommissarischer erster Sekretär und Leiter der Kanzlei der gambischen Botschaft in Dschidda und von 1983 bis 1984 war er der erste Sekretär in Dakar (Senegal). Von 1985 bis 1987 war als Hauptsekretär im Außenministerium tätig. In Washington, D.C. war Drammeh von 1988 bis 1991 Berater und Leiter der Kanzlei und stellvertretender Missionsleiter. Als Generalkonsul von Gambia in der Republik Guinea-Bissau war er von 1991 bis 1994 eingesetzt. 1994 wurde zum Außerordentlichen und bevollmächtigter Botschafter der Republik Gambia in Saudi-Arabien ernannt und blieb in dieser Position bis 1996. Die Akkreditierung schloss auch die Länder Katar, Kuwait, Bahrain, Oman, Vereinigte Arabische Emirate, Türkei, Äthiopien, Ägypten, Pakistan, Jordanien, Iran, Irak und Libanon mit ein. Zugleich war er Ständiger Vertreter bei der Afrikanischen Union (AU) und Ständiger Vertreter bei der Organisation für Islamische Zusammenarbeit (OIC).
Seit 1996 war Drammeh als Freiberufler als Übersetzer tätig, so beispielsweise als Englisch/Arabisch-Übersetzer war Drammeh von 1999 bis 2003 in libysche Botschaft in Banjul tätig und von 2001 bis 2008 als Berater und Englisch/Arabisch-Übersetzer bei der Kommission der Afrikanischen Union. Von 2008 bis 2015 war er Berater und freiberuflicher Übersetzer bei der Islamischen Entwicklungsbank (IDB). Seit 2003 war er als Notar in Banjul tätig.

## Werke
- 2019, My Story: From Sintet-Brikama to Egypt and Beyond, ISBN 9983960753